# 北乌班吉省
北乌班吉省（法語：Province du Nord Ubangi）是位于刚果民主共和国西北部的一个省，首府戈巴多莱。该省与中非共和国接壤。人口1,482,076（2005年），面積56,644 km²。

## 北乌班吉省的镇
- 戈巴多莱（Gbadolite）

## 名人
- 让-皮埃尔·本巴（Jean-Pierre Bemba）：剛果共和國政治人物，曾任副總統，但於2008年在歐洲被逮捕。